# Tenziometar (površinska napetost)
Tenziometar (lat. tensio: napetost + grč. μέτρον: mjera) je mjerni instrument ili uređaj za mjerenje površinske napetosti tekućina. Sastoji se od torzijske vage (ili vage s utezima) kojoj je na jednoj strani obješen metalni prsten, ili pločica, najčešće načinjeni od platine i njezinih slitina. Prilikom mjerenja prsten se uroni u uzorak i potom polako izvlači iz njega. Podizanjem prstena površina tekućine se povećava, a povećava se i sila potrebna za daljnje podizanje prstena. Površinska napetost računa se prema izrazu: 
{\displaystyle \sigma ={\frac {F_{max}}{L\cdot \cos \alpha }}}
gdje je: Fmax - maksimalna vrijednost izmjerene sile, L - smočena duljina prstena, a α - kut između meniskusa uzorka i prstena. Kada je vektor sile paralelan sa smjerom gibanja prstena, tada je cos α = 1.
Sila potrebna za daljnje podizanje prstena može se izračunati iz sljedeće jednadžbe:
{\displaystyle F_{max}=2\cdot \pi \cdot (r_{i}+r_{a})\cdot \sigma }
gdje je: ri - polumjer unutarnjeg prstena tekućeg filma i ra - polumjer vanjskog prstena tekućeg filma.